# Figure di Widmanstätten

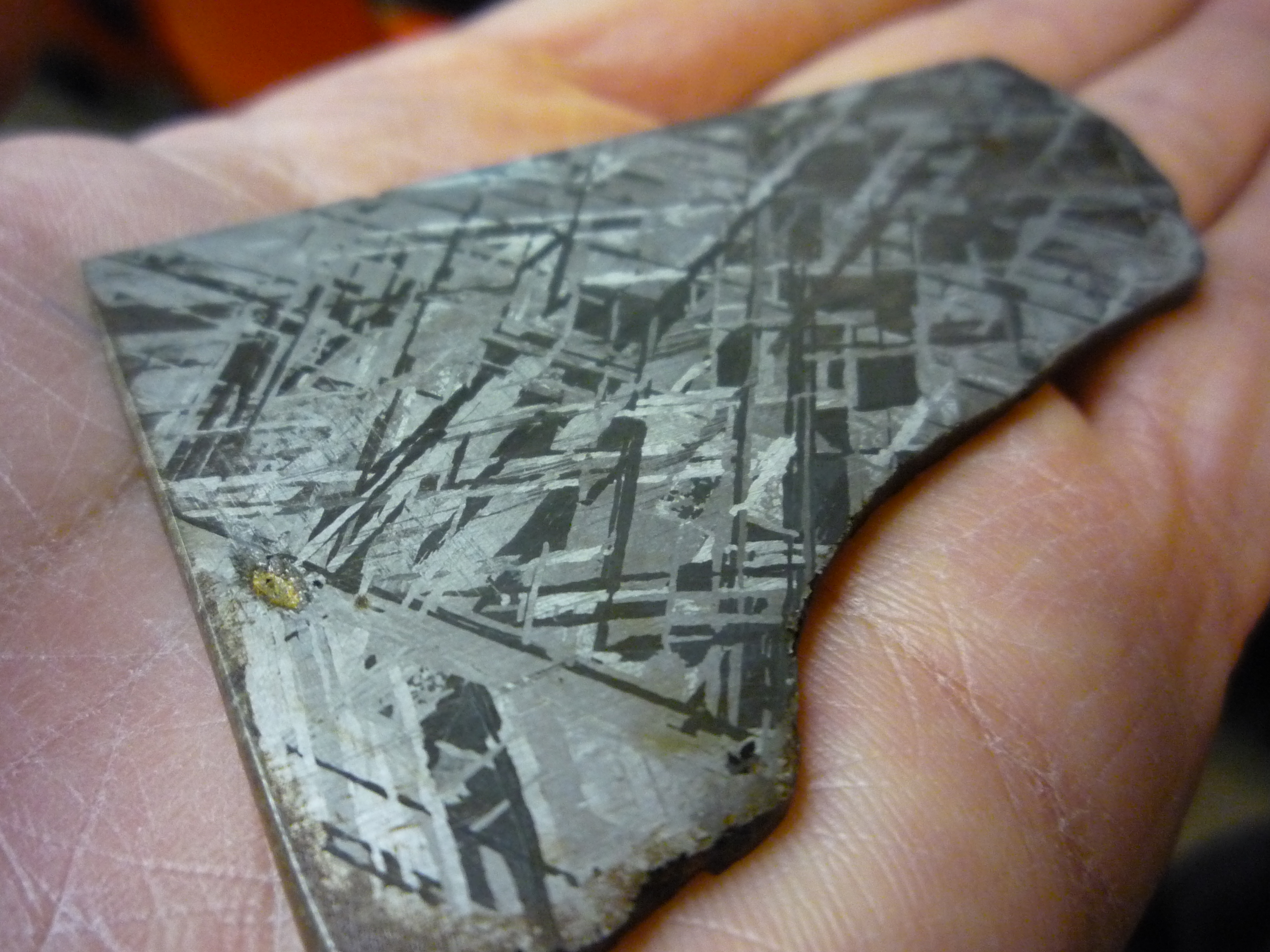
Figure di Widmanstätten su una meteorite incisa con acido

Le figure di Widmanstätten, a volte chiamate anche struttura di Thomson, sono quell'intricato disegno di lamelle intersecanti che si osservano quando la superficie lucidata di una meteorite metallica di tipo ottaedritico viene incisa con una soluzione diluita di acido nitrico o cloruro ferrico.

## La scoperta
Queste figure prendono il nome da Alois von Beckh-Widmanstätten, all'epoca della scoperta direttore dell'Imperial Porcelain Works di Vienna. Nel 1808 egli stava scaldando sul fuoco alcune meteoriti ferrose quando vide apparire degli intricati disegni. Le diverse leghe metalliche che compongono le meteoriti ferrose si erano ossidate in maniera differenziata facendo apparire la struttura dei cristalli metallici. Widmanstätten diede notizia verbalmente della sua scoperta e subito venne riconosciuto come lo scopritore ufficiale. Carl von Schreibers, direttore del Museo Mineralogico e Zoologico di Vienna, diede così a questi disegni il nome di Widmanstätten.
In realtà William Thomson, un geologo inglese che viveva a Napoli dove era noto come Guglielmo Thomson, aveva pubblicato questa scoperta già nel 1804. Ripubblicò la notizia anche in italiano nel 1808 e per questo, pur essendo stata indipendente, la scoperta di Widmanstätten è senza dubbio posteriore.
Thomson scoprì queste figure mentre stava trattando con l'acido nitrico una meteorite di Krasnojarsk allo scopo di pulirla dalla ruggine. Improvvisamente si accorse che l'acido aveva fatto emergere dal metallo intricati disegni mai visti prima.
(G. Thomson)

## Variabilità del nome
Questi disegni sono chiamati in una quantità di modi diversi per varie ragioni:
1. per l'errata attribuzione della scoperta ad Alois von Beckh-Widmanstätten anziché a W. G. Thomson e la successiva proposta da parte di Burke[2], in teoria sensata ma inficiata da gravi errori, di utilizzare il termine strutture di Thompson (errore di grafia) o di Kelvin (scambio di persona, vedi sotto);
2. per la presenza di grafie alternative per il nome Widmanstätten: ad esempio Widmannstätten usato ad esempio per il cratere lunare e intitolato ad Alois von Beckh-Widmanstätten e Widmanstetter, grafia originale del nome e quindi proposto da Frederick C. Leonard[5] come termine corretto per le relative figure;
3. per la notevole confusione circa l'identità di Thomson: indicato erroneamente da Burke[2] come il William Thompson conosciuto come Lord Kelvin, in realtà quest'ultimo nato nel 1824;
4. per l'utilizzo di vari termini descrittivi diversi: figure, bande, disegni, strutture, pattern, texture.

Premesso questo comunque i termini più utilizzati sono in italiano figure di Widmanstätten e in inglese Widmanstätten pattern o Widmanstätten structure.
Alla luce della precedenza della scoperta da parte di Thomson, Burke ha proposto di utilizzare il termine struttura di Thomson al posto o in associazione con figure di Widmanstätten.

## Meccanismo

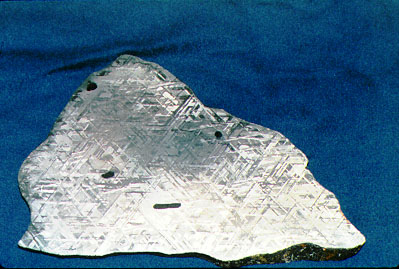
Le figure di Widmanstätten che appaiono quando si incide con l'acido una meteorite ferrosa

Le ottaedriti sono meteoriti che hanno un contenuto di nichel intermedio tra quello della kamacite e quello della taenite. Quando il metallo fuso si raffredda in maniera estremamente lenta (qualche grado ogni milione di anni) si formano dei cristalli di ferro-nichel: si tratta di cristalli di kamacite contornati da taenite. Visto che la taenite è più resistente all'azione dell'acido, quando si incide il campione i cristalli diventano visibili.

## Utilizzo
Dato che i cristalli di ferro-nichel per crescere fino alle dimensioni di qualche centimetro hanno bisogno che il metallo si raffreddi in maniera incredibilmente lenta, incompatibile con qualunque processo artificiale, la presenza di queste figure è utilizzata per determinare se un campione di ferro sia di provenienza meteoritica o terrestre. La presenza di queste bande è la prova dell'origine extraterrestre del materiale, mentre l'assenza non è conclusiva visto che esistono alcuni tipi di meteorite ferrosa che non presentano queste figure, come ad esempio le atassiti.

## Dimensioni
La dimensione delle lamelle varia a seconda della classe strutturale del meteorite. Si va dalle lamelle molto fini delle ottaedriti molto fini (finest), alle lamelle molto grandi delle ottaedriti molto grezze (coarsest):
- ottaedrite molto fine: lamelle più sottili di 0,2 mm
- ottaedrite fine: lamelle tra 0,2 e 0,5 mm
- ottaedrite media: lamelle tra 0,5 e 1,3 mm
- ottaedrite grezza: lamelle tra 1,3 e 3,3 mm
- ottaedrite molto grezza: lamelle tra 3,3 e 50 mm

## Orientamento
Anche il verso in cui si seziona la meteorite incide sull'aspetto delle figure di Widmanstätten. A seconda di come si interseca l'ottaedro dei cristalli con il piano di taglio si possono avere diverse le figure:
- taglio perpendicolare ad uno dei tre assi: due gruppi di lamelle parallele che si intersecano a 90°
- taglio parallelo ad una delle facce dell'ottaedro: tre gruppi di lamelle parallele che si intersecano a 60°
- altro tipo di taglio intermedio: quattro gruppi di lamelle parallele che si intersecano ad angoli diversi